# People Need Love
People Need Love is de tweede single van Björn Ulvaeus, Benny Andersson, Agnetha Fältskog en Anni-Frid Lyngstad, op de hoes onder meer aangeduid als Björn & Benny, Agnetha & Anni-Frid (in eigen land Zweden), Björn & Benny with Frieda & Anna (bijvoorbeeld in Frankrijk) en Bjorn & Benny (bijvoorbeeld in Zuid-Afrika). De vier zouden na deze single doorbreken als ABBA.
Het nummer is opgenomen op 29 maart 1972 in de Metronome studios in Stockholm. Als uitvoerenden van de B-kant Merry-Go-Round (En Karusell) vermeldde de single Björn & Benny, maar Fältskog en Lyngstad zongen ook in deze opname.
People Need Love is uptempo, begint in B-majeur en moduleert naar C♯-majeur voor de finale. Tijdens de coupletten zingen afwisselend de mannenstemmen van Ulvaeus en Andersson en de vrouwenstemmen van Fältskog en Lyngstad, terwijl de refreinen gezamenlijk worden gezongen. Het is het enige nummer waarin Fältskog en Lyngstad gezamenlijk jodelen.
In de meeste landen kwam People Need Love uit vóór Ring Ring, maar in Nederland en België werd People Need Love pas uitgebracht in augustus 1973, als opvolger van Ring Ring. Op 29 september 1973 bereikte het nummer in Nederland de 21e plaats in Veronica's tipparade. In de RNI Top 50 bereikte het de 47e plaats.